# Nicola Moscona
Nicola Moscona (* 23. September 1907 in Athen; † 17. September 1975 in Philadelphia) war ein amerikanischer Sänger griechischer Herkunft der Stimmlage Bass.

## Leben und Werk
Nicola Moscona studierte am Nationalkonservatorium in Athen bei Elena Theodorini und an der Musikakademie in Athen.
Nicola Moscona debütierte 1929 in seiner Heimatstadt Athen und wurde 1937 an der Metropolitan Opera in New York engagiert. Hier hatte er im Dezember 1937 sein Bühnendebüt als Ramfis in Aida. Nicola Moscona gehörte bis 1962 der Metropolitan Opera als erster Bass an und hatte in dieser Zeit über 700 Aufführungen. Zu seinen Rollen dort gehörten weiter der Lodovico aus Otello, der Sparafucile in Rigoletto, der Comte Des Grieux in Manon, der Pimen in Boris Godunow, der Lothario in Mignon, der Mephisto in Faust, der alte Hebräer in Samson et Dalila, der Sarastro in der Zauberflöte und viele weitere. Sein letzter Auftritt in der Met war in Lucia di Lammermoor zusammen mit Joan Sutherland.
1945 wurde Nicola Moscona Staatsbürger der Vereinigten Staaten. Er ist in dem Film Der große Caruso von 1951 mit Mario Lanza zu sehen. Er selbst spielte in dem griechischen Film Ο Άσωτος („O Asotos“, ‚Der verlorene Sohn‘) die Hauptrolle.
In seinem Ruhestand ging Nicola Moscona nach Philadelphia und lehrte dort an der Academy of Vocal Arts. Er starb dort wenige Tage vor seinem 68. Geburtstag.